# 沼津市立大岡南小学校
沼津市立大岡南小学校（ぬまづしりつ おおおかみなみしょうがっこう）は、静岡県沼津市大岡字原田にある公立小学校。

## 沿革
- 1982年（昭和57年）
  - 4月 - 「沼津市立大岡小学校」から独立して開校[1]。
  - 9月 - 大プール完成[1]。
- 1984年（昭和59年）6月 - 校歌制定[1]。
- 1986年（昭和61年）2月 - 体育館落成[1]。
- 2001年（平成13年）4月 - 創立20周年[1]。
- 2011年（平成23年）4月 - 創立30周年[1]。

## 関連事項
- 静岡県小学校一覧